# Vinton (Virgínia)
Vinton é uma cidade  localizada no estado norte-americano de Virginia, no Condado de Roanoke.

## Demografia
Segundo o censo norte-americano de 2000, a sua população era de 7782 habitantes.
Em 2006, foi estimada uma população de 7905, um aumento de 123 (1.6%).

## Geografia
De acordo com o United States Census Bureau tem uma área de
8,2 km², dos quais 8,2 km² cobertos por terra e 0,0 km² cobertos por água.

## Localidades na vizinhança
O diagrama seguinte representa as localidades num raio de 12 km ao redor de Vinton.